# Flachslanden
Flachslanden – gmina targowa w Niemczech, w kraju związkowym Bawaria, w rejencji Środkowa Frankonia, w regionie Westmittelfranken, w powiecie Ansbach. Leży w paśmie Frankenhöhe, około 12 km na północny zachód od Ansbachu, nad rzeką Fränkische Rezat, przy linii kolejowej Monachium - Würzburg.

## Dzielnice
W skład gminy wchodzą następujące dzielnice: 
- Birkenfels
- Borsbach
- Boxau
- Flachslanden
- Hainklingen
- Kellern
- Kemmathen
- Kettenhöfstetten
- Lockenmühle
- Neustetten
- Rosenbach
- Ruppersdorf
- Schmalnbühl
- Sondernohe
- Virnsberg
- Wippenau